# Le Soldat (chanson)
Pour les articles homonymes, voir Le Soldat.
 (avril 2016).
Si vous disposez d'ouvrages ou d'articles de référence ou si vous connaissez des sites web de qualité traitant du thème abordé ici, merci de compléter l'article en donnant les références utiles à sa vérifiabilité et en les liant à la section « Notes et références ».
Le Soldat est une chanson composée par Calogero (musique) et Marie Bastide (paroles), interprétée par Florent Pagny en 2013 sur l'album Vieillir avec toi.
Cette chanson rend hommage aux soldats de la Première Guerre mondiale.

## Clip vidéo
Cette vidéo a été tournée au mémorial de Douaumont pour la célébration du centenaire de Verdun et en partie dans la commune de  Massiges, un  petit village de la Marne, dans des tranchées au lieu-dit et site historique « la main de Massiges ».
Ce court clip avec Florent Pagny, sur le thème de la Première Guerre mondiale, est le premier co-réalisé par Géraldine Maillet, ancien mannequin devenue autrice de livres qui a notamment aussi réalisé  le film long métrage After, sorti en 2012, avec Julie Gayet dans le rôle principal.
Selon le scénario du clip, Florent Pagny incarne un poilu des tranchées, relatant par une chanson sa condition de soldat dans ce qui peut-être considéré comme une sorte de complainte.